# Pierre Baillot

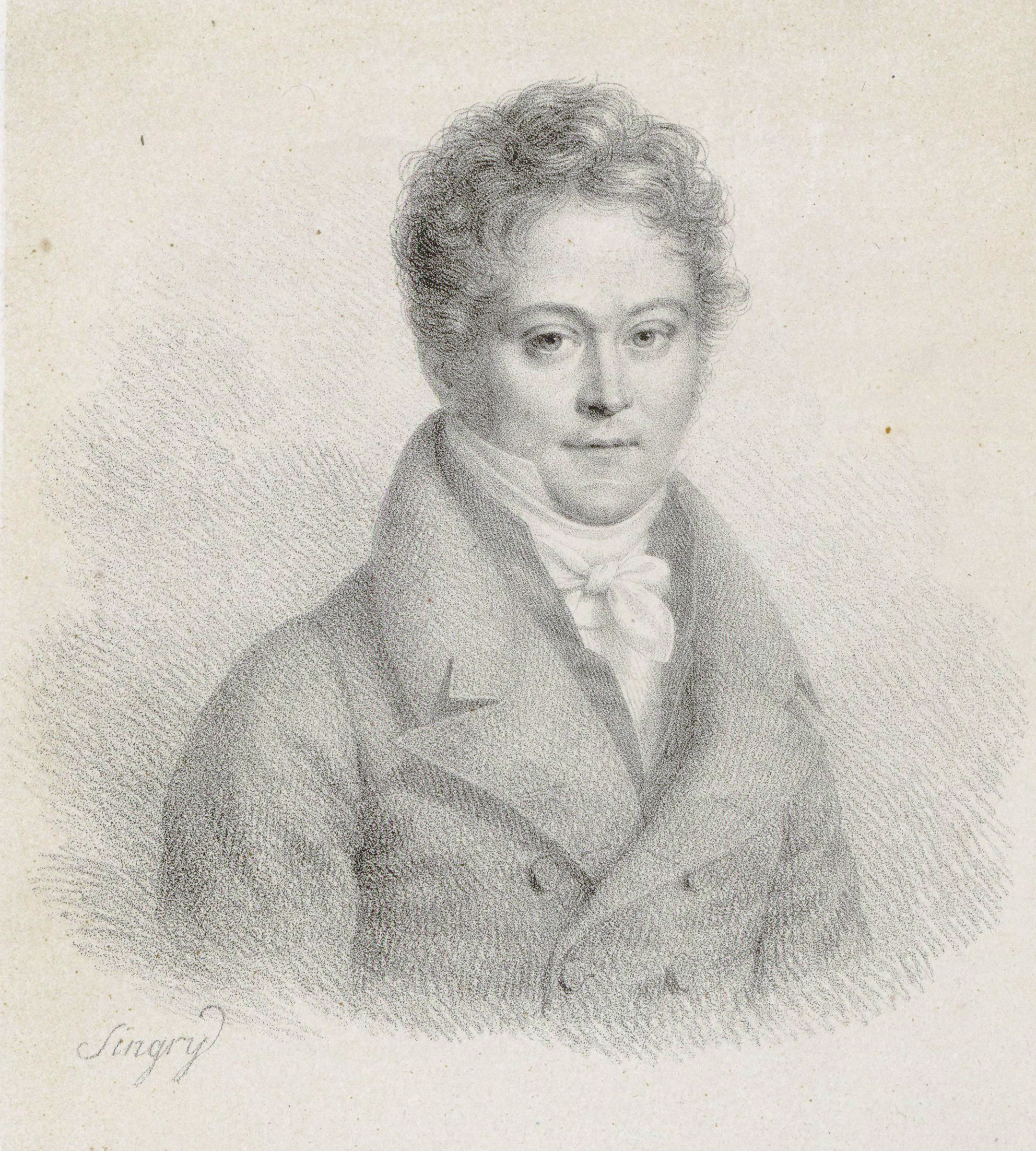
Pierre Baillot.

Pierre Marie François de Sales Baillot, född 1 oktober 1771, död 15 september 1842, var en fransk violinist och violinpedagog.
Baillot, som var elev till Giovanni Battista Viotti, innehade sedan 1795 ansedda platser som konsertmästare och lärare i Paris, och utbildade bland annat de svenska violinisterna Mathias Lundholm och Andreas Randel. Baillot företog från 1802 konsertresor genom Europa, och har utgett L'art du violon (1834) och Méthode de violon (1803, tillsammans med Pierre Rode och Rodolphe Kreutzer).